# Księstwa w Wielkiej Brytanii
Księstwa w Wielkiej Brytanii - jest to chronologiczny (sortowany rosnąco według roku nadania tytułu) spis obecnie istniejących rodów książęcych w Wielkiej Brytanii.

## Księstwa istniejące

### Parostwo Anglii
- Książę Kornwalii (1337)
  - William, 24. książę Kornwalii
- Książę Norfolk (1483)
  - Edward Fitzalan-Howard, 18. książę Norfolk
- Książę Somersetu (1547)
  - John Seymour, 19. książę Somerset
- Książę Richmond, Lennox i Gordon (1675)
  - Charles Gordon-Lennox, 11.książę Richmond
- Książę Grafton (1675)
  - Hugh FitzRoy, 11. książę Grafton
- Książę Beaufort (1682)
  - David Somerset, 11. książę Beaufort
- Książę St Albans (1684)
  - Murray Beauclerk, 14. książę St Albans
- Książę Bedford (1694)
  - Andrew Russell, 15. książę Bedford
- Książę Devonshire (1694)
  - Peregrine Cavendish, 12. książę Devonshire
- Książę Marlborough (1702)
  - John Spencer-Churchill, 11. książę Marlborough
- Książę Rutland (1703)
  - David Manners, 11. książę Rutland

### Parostwo Szkocji
- Książę Rothesay (1398)
  - William, 24. książę Rothesay
- Książę Hamilton i Brandon (1654)
  - Angus Douglas-Hamilton, 15. książę Hamilton
- Książę Buccleuch i Queensberry (1663)
  - Walter Montagu-Douglas-Scott, 9. książę Buccleuch
- Książę Argyll (1701)
  - Torquhil Campbell, 13. książę Argyll
- Książę Atholl (1703)
  - John Murray, 11. książę Atholl
- Książę Montrose (1707)
  - James Graham, 8. książę Montrose
- Książę Roxburghe (1707)
  - Guy Innes-Ker, 10. książę Roxburghe

### Parostwo Wielkiej Brytanii
- Książę Manchester (1719)
  - Alexander Montagu, 13. książę Manchester
- Książę Northumberland
  - Ralph Percy, 12. książę Northumberland

### Parostwo Irlandii
- Książę Leinster (1766)
  - Maurice FitzGerald, 9. książę Leinster
- Książę Abercorn (1868)1
  - James Hamilton, 5. książę Abercorn

### Parostwo Zjednoczonego Królestwa
- Książę Wellington (1814)
  - Arthur Wellesley, 8. książę Wellington
- Książę Sutherland (1831)
  - Francis Egerton, 7. książę Sutherland
- Książę Abercorn
- Książę Westminster (1874)
  - Hugh Grosvenor, 7. książę Westminster
- Książę Argyll (1892)
  - Torkwil Campbell, 13. książę Argyll
- Książę Fife (1900)
  - James Carnegie, 3. książę Fife
- Książę Gloucester (1928)2
  - Ryszard, książę Gloucester
- Książę Kentu (1934)2
  - Edward, książę Kentu
- Książę Edynburga (2021)2
  - Karol III
- Książę Yorku (1986)2
  - Andrzej, książę Yorku
- Książę Cambridge (2011)2
  - William, książę Cambridge

1Jako że księstwo Abercorn zostało utworzone po Akcie o Unii z 1801 r. należy do parostwa Zjednoczonego Królestwa i zajmuje pozycję między księstwem Sutherland i Westminster. Jednak obecny 5. książę zajmuje wyższe miejsce w precedencji jako Lord Steward
2Jako członkowie rodziny królewskiej ci książęta zajmują wyższe miejsce w precedencji.